# La Plaine-sur-Mer
La Plaine-sur-Mer est une commune de l'Ouest de la France, située dans le département de la Loire-Atlantique, en région Pays de la Loire.
Les habitants, qui s'appellent les Plainais, étaient 4 018 au recensement de 2014. La commune comprend les villages du Cormier et de Port-Giraud.

## Géographie

Situation de la commune de la Plaine-sur-Mer dans le département de la Loire-Atlantique.

### Localisation
La commune faisait partie de la Bretagne historique, dans le pays traditionnel du pays de Retz et dans le pays historique du Pays nantais.
La Plaine-sur-Mer est située à l'ouest du département de la Loire-Atlantique, dans son quadrant sud-ouest, à 25 km au sud de Saint-Nazaire.
La commune occupe les trois quarts nord de la presqu'île de Saint-Gildas située à l'extrémité occidentale du pays de Retz (la Côte de Jade) et se terminant par la pointe Saint-Gildas.
Les communes limitrophes sont Saint-Michel-Chef-Chef (quartier de Tharon-Plage) au nord, Pornic  (quartier de Sainte-Marie-sur-Mer) à l'est et Préfailles au sud.

### Géographie physique

#### Hydrographie, relief et paysages
La commune est parcourue par un seul petit cours d'eau : le ruisseau de la Tabardière. Il existe également quelques zones humides très réduites au lieu-dit Le Marais, à la Prée.
Le relief est relativement plat (altitude moyenne de 5 mètres) ; les points les plus élevés du territoire se situent aux lieux-dits de Chantepie et de la Renaudière.

#### Littoral
La côte orientée nord à nord-ouest, d'une longueur de 7 km, est relativement plate et présente une succession d'anses et de plages séparées par des pointes rocheuses.
Toutefois, d'est en ouest, le littoral ne présente pas le même aspect : au Cormier, l'estran est très étendu et majoritairement sablonneux, un site propice à la pêche à pied de coquillages fouisseurs (bucardes, etc.). S'enchaînent ensuite zones rocheuses et sablonneuses jusqu'à la Tara, où la taille de l'estran se fait plus modeste. Des plateaux rocheux s'ensuivent à l'est jusqu'aux récifs de l'Îlot, à la Prée.
Avant d'être massivement urbanisée, la frange littorale était bordée de dunes, de prés côtiers et de quelques courtes falaises. Quelques reliefs dunaires subsistent entre la Gravette et la Tara.
Le littoral plainais forme une partie de la limite sud de la baie de l'estuaire de la Loire.

### Climat
Pour des articles plus généraux, voir Climat des Pays de la Loire et Climat de la Loire-Atlantique.
En 2010, le climat de la commune est de type climat océanique franc, selon une étude du CNRS s'appuyant sur une série de données couvrant la période 1971-2000. En 2020, Météo-France publie une typologie des climats de la France métropolitaine dans laquelle la commune est exposée à un climat océanique et est dans la région climatique  Bretagne orientale et méridionale, Pays nantais, Vendée, caractérisée par une faible pluviométrie en été et une bonne insolation. 
Pour la période 1971-2000, la température annuelle moyenne est de 12,3 °C, avec une amplitude thermique annuelle de 12,6 °C. Le cumul annuel moyen de précipitations est de 845 mm, avec 12,4 jours de précipitations en janvier et 6 jours en juillet. Pour la période 1991-2020, la température moyenne annuelle observée sur la station météorologique de Météo-France la plus proche, « Pte de Chemoulin », sur la commune de Saint-Nazaire à 16 km à vol d'oiseau, est de 13,1 °C et le cumul annuel moyen de précipitations est de 595,3 mm,. Pour l'avenir, les paramètres climatiques de la commune estimés pour 2050 selon différents scénarios d'émission de gaz à effet de serre sont consultables sur un site dédié publié par Météo-France en novembre 2022.

## Urbanisme

### Typologie
Au 1er janvier 2024, La Plaine-sur-Mer est catégorisée bourg rural, selon la nouvelle grille communale de densité à sept niveaux définie par l'Insee en 2022.
Elle appartient à l'unité urbaine de Saint-Nazaire, une agglomération intra-départementale regroupant 17  communes, dont elle est une commune de la banlieue,,. Par ailleurs la commune fait partie de l'aire d'attraction de Pornic, dont elle est une commune de la couronne,. Cette aire, qui regroupe 7 communes, est catégorisée dans les aires de moins de 50 000 habitants,.
La commune, bordée par l'océan Atlantique, est également une commune littorale au sens de la loi du 3 janvier 1986, dite loi littoral. Des dispositions spécifiques d’urbanisme s’y appliquent dès lors afin de préserver les espaces naturels, les sites, les paysages et l’équilibre écologique du littoral, tel le principe d'inconstructibilité, en dehors des espaces urbanisés, sur la bande littorale des 100 mètres, ou plus si le plan local d’urbanisme le prévoit.

### Occupation des sols
L'occupation des sols de la commune, telle qu'elle ressort de la base de données européenne d’occupation biophysique des sols Corine Land Cover (CLC), est marquée par l'importance des territoires agricoles (73,7 % en 2018), en diminution par rapport à 1990 (79,8 %). La répartition détaillée en 2018 est la suivante : 
zones agricoles hétérogènes (42,4 %), terres arables (28,4 %), zones urbanisées (26,1 %), prairies (2,9 %), zones humides côtières (0,2 %). L'évolution de l’occupation des sols de la commune et de ses infrastructures peut être observée sur les différentes représentations cartographiques du territoire : la carte de Cassini (XVIIIe siècle), la carte d'état-major (1820-1866) et les cartes ou photos aériennes de l'IGN pour la période actuelle (1950 à aujourd'hui).

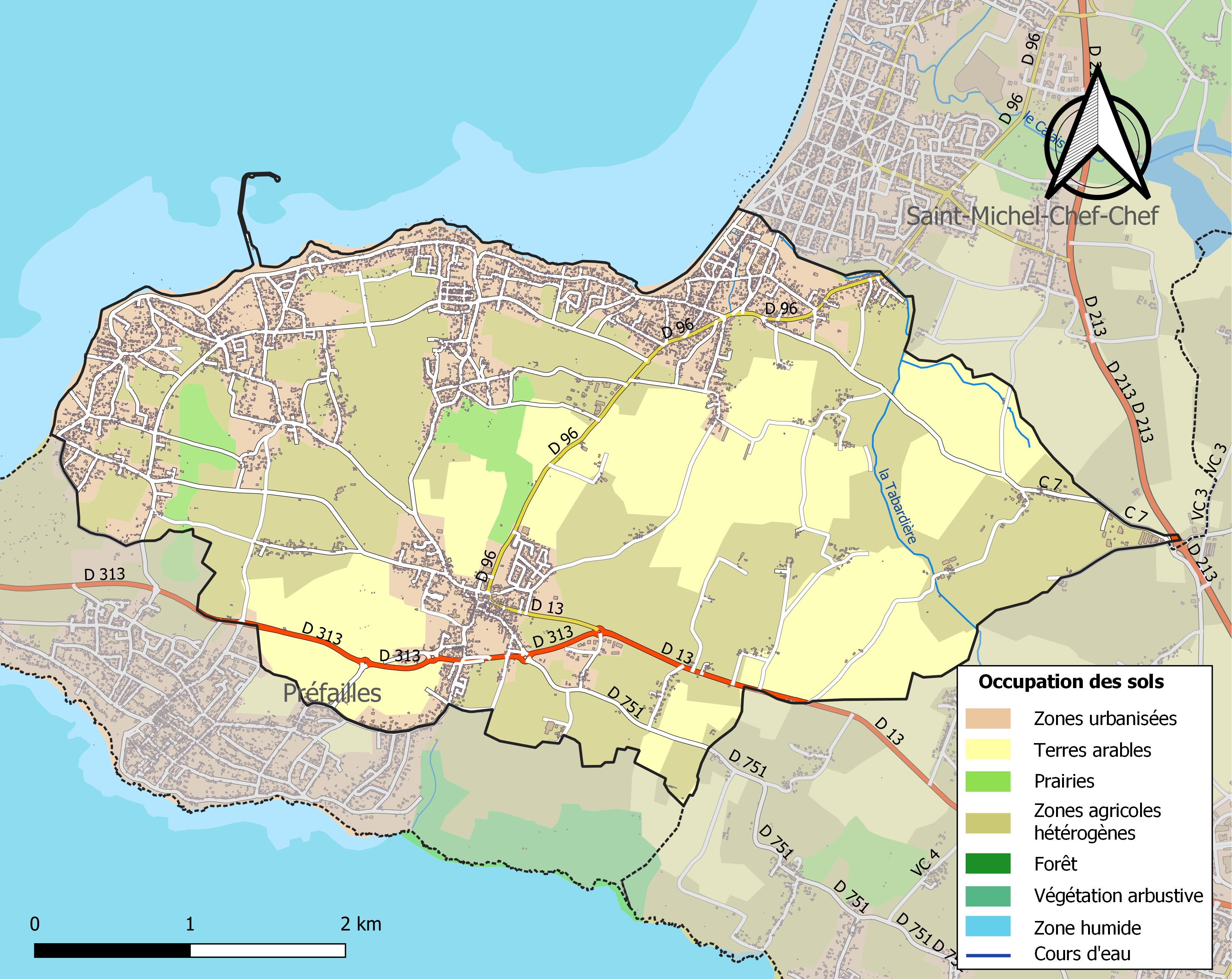
Carte des infrastructures et de l'occupation des sols de la commune en 2018 (CLC).

## Toponymie
Le nom de la localité est attesté sous la forme La Pleine en 1287.
Le nom de La Plaine-sur-Mer, autrefois nommée La Plaine, viendrait :
- soit du latin plana : “plaine”, “pays plat” ;
- soit de l’ancien terme palaine : “terre de peu de valeur”.

La Plaine-sur-Mer se situe dans la zone de transition linguistique entre le gallo et le poitevin. En gallo, le nom s'écrit La Pllaine selon l'écriture ABCD; La Plaènn selon l'écriture ELG, ou La Plènn ou La Piènn selon l'écriture MOGA. Deux prononciations sont attestées : [laplɛn] et [lapjɛn].
Un nom en breton est attesté sous la forme Plaen-Raez à la fin du XXe siècle.

## Histoire

### Préhistoire, Antiquité
Quelques vestiges attestent d'une présence humaine sur le site assez ancienne :
- stations de silex du Néolithique ;
- Menhir de l'Ennerie, à la Piraudière (Néolithique) et vestiges du Dolmen du Moulin de la Guerche ;
- trois habitats de l'âge du bronze ;
- quelques habitats gaulois et leurs fours à sel. Fours à « gros piliers » des VIIIe et VIe siècles av. J.-C. (sites de la Govogne et des Raguennes) ; fours « allongés » du VIe et IVe siècles av. J.-C. (sites de la Govogne, de la Renaudière et de la Raitrie) ; fours à « grille » ou « augets » du Ier siècle apr. J.-C. (sites de la Frenelle et de la Tara).

Au cours des premiers siècles, un village se constitue au lieu-dit de la Croix Saint-Étienne autour d'une église paléochrétienne. Des fouilles menées sur ce site ont également mis au jour un monastère primitif et les sépultures et sarcophages d'une nécropole mérovingienne. Au VIe siècle, la région subit les invasions normandes ; époque à laquelle le monastère est détruit.

### Moyen Âge
Par le traité d'Angers, en 851, la seigneurie de Rais (à laquelle le village appartient) est incorporée au Duché de Bretagne.
Aux alentours de l'an mil, une nouvelle église est construite un kilomètre au sud (à l'emplacement d'un ancien temple gallo-romain) sur le site de l'actuel bourg. Ce petit centre religieux est fondé par les moines de Geneston, sous la dépendance de l'abbaye Sainte-Marie de Pornic.

### Époque moderne
Au XVIe siècle, le clocher est érigé. Sa vétusté attestée, il sera reconstruit sur une base plus large au XIXe, ainsi que toute l'église. Il s'agit d'une massive tour quadrangulaire de style néo-gothique, dont la flèche servit d'amer pour la navigation jusqu'à la construction du sémaphore de la pointe St. Gildas.
Au XVIIIe siècle, la Plaine devient paroisse. À la même époque, se crée une mini-station thermale sur la côte est, près du village de Quirouard (sur l'actuelle commune de Préfailles)
La Plaine située dans le duché de Retz, Rais comprend entre autres fiefs, ceux de la Guerche, Cens, ces derniers appartiennent aux de Ruays de  sieurs la Noë avec droit de juridiction, Teillac, Billy, la Musse relèvent directement du duché, Vigneux aux de Boishorant du Bois-Macé, du Pigneau, la sieurerie du Bois-roux aux Baye. En 1757 a lieu le baptême de Françoise de Ruays, fille de Jean de Ruays seigneur de la Briandière et de Françoise Michelin son épouse. En 1766 est inhumé en l'église, François de Ruays, capitaine des armées royales, décédé au château de la Noë. En 1774, a lieu le mariage de Jean Rousse avec Marie Hilleret et celui de François Bridon, sieur de La Giquelière, avec Marie Denis.
Le 27 mars 1793, les citoyens Plainais combattent à Pornic aux côtés de la garde républicaine pour contrer les armées royalistes vendéennes dirigées par François de Charette venues soutenir une tentative de pénétration des Anglais. Au cours des affrontements, le maire de la commune Jean Fourneau, maire, sera grièvement blessé, il décèdera le 18 avril 1793 en sa demeure à la Peinière. Un autre plainais, Gildas Fourneau, capitaine de navire, sera « dangereusement » blessé le 27 mars et décèdera le 28, chez Paul Dupont, métayer aux Mousseaux, commune de RochePeltier (Ste Marie sur mer)

### Époque contemporaine
Le 28 mars 1836, un terrible ouragan détruit le clocher et fragilise les structures de l'église. Des travaux de reconstruction sont alors engagés à partir de 1845 : le clocher reprend son ancienne forme avec la flèche qui sera remplacée par une toiture pyramidale, à la suite d'un incendie dû à la foudre ; lui est adjoint l'actuel corps d'église de style néogothique. En 1869, le nouvel édifice devient Notre-Dame-de-l'Assomption.
En 1906, s'ouvre la ligne ferroviaire de la ligne de Pornic à Paimbœuf, financée par le département de la Loire-Inférieure. Le « petit train » suit le contour de la côte. La gare de la Plaine fait alors office de plaque tournante selon que le train s'oriente vers l'une ou l'autre des directions. Un embranchement de 1,6 km partant de la gare desservira également la station balnéaire de Préfailles au sud, qui dépendait jusqu'alors de la commune.
En 1908, à la suite de diverses querelles politiques, économiques et religieuses, la loi du 19 février organise le démembrement de la commune de la Plaine pour permettre la création de la commune de Préfailles. La commune de la Plaine devient la Plaine-sur-Mer par décret, le 18 avril 1920.
À la fin de la Seconde Guerre mondiale, à cause de l'existence de la Poche de Saint-Nazaire, l'occupation allemande se prolongea à La Plaine-sur-Mer comme sur l'ensemble des localités voisines de l'estuaire durant 9 mois de plus (d'août 1944 au 11 mai 1945), la reddition effective de la poche intervenant 3 jours après la capitulation de l'Allemagne.
En 1947, face au succès grandissant des automobiles et autobus, la ligne de train Pornic - Paimbœuf est fermée.

## Héraldique
| Blason | Blasonnement : D'azur aux six poissons d'argent posés en fasce 2, 2 et 2 ; au chef d'or chargé d'un pétoncle de sable veiné d'argent. Commentaires : Les six poissons symbolisent les six plages de la commune : Le Cormier, La Govogne, Port-Giraud, Mouton, Joalland et La Prée ; le fond d'azur représente l'océan qui borde tout le nord du territoire. Un gisement de pétoncles de mer était connu dès l'Antiquité au nord de la pointe Saint-Gildas. La coquille de pétoncle servait à polir le marbre. Le pétoncle rappelle ici qu'autrefois les côtes de la commune recélaient de nombreux gisements de ce coquillage mais également que les grèves de la Plaine-sur-Mer sont réputées et propices à la pêche à pied. Le chef du blason est aux couleurs or et sable du blasonnement du pays de Retz : d'or à la croix de sable, rappelant l'appartenance de La Plaine-sur-Mer au pays de Retz. Blason conçu par M. Ferrand (délibération municipale du 28 avril 1946). |

Il est à remarquer que, depuis une dizaine d'années, le blason employé par la commune s'est progressivement modifié. En effet, le pétoncle de sable veiné d'argent a tendance à s'inverser en un pétoncle d'argent veiné de sable, voire simplifié en un pétoncle d'argent. Outre le fait que cette altération élimine la référence faite aux armes du pays de Retz, cette modification constitue aussi une erreur majeure d'un point de vue héraldique comme entorse à la règle de contrariété des couleurs : « jamais métal sur métal, ni émail sur émail. ». Dans ce cas précis, argent se retrouvant sur or.

## Population et société

### Démographie

#### Évolution démographique
En 1908, la commune cède Préfailles.
L'évolution du nombre d'habitants est connue à travers les recensements de la population effectués dans la commune depuis 1793. Pour les communes de moins de 10 000 habitants, une enquête de recensement portant sur toute la population est réalisée tous les cinq ans, les populations de référence des années intermédiaires étant quant à elles estimées par interpolation ou extrapolation. Pour la commune, le premier recensement exhaustif entrant dans le cadre du nouveau dispositif a été réalisé en 2008.

En 2022, la commune comptait 4 617 habitants, en évolution de +10,88 % par rapport à 2016 (Loire-Atlantique : +6,68 %, France hors Mayotte : +2,11 %).
| 1793  | 1800  | 1806  | 1821  | 1831  | 1836  | 1841  | 1846  | 1851  |
| ----- | ----- | ----- | ----- | ----- | ----- | ----- | ----- | ----- |
| 1 420 | 1 185 | 1 214 | 1 202 | 1 400 | 1 443 | 1 492 | 1 429 | 1 446 |

| 1856  | 1861  | 1866  | 1872  | 1876  | 1881  | 1886  | 1891  | 1896  |
| ----- | ----- | ----- | ----- | ----- | ----- | ----- | ----- | ----- |
| 1 416 | 1 426 | 1 429 | 1 436 | 1 503 | 1 543 | 1 574 | 1 600 | 1 618 |

| 1901  | 1906  | 1911  | 1921  | 1926  | 1931  | 1936  | 1946  | 1954  |
| ----- | ----- | ----- | ----- | ----- | ----- | ----- | ----- | ----- |
| 1 614 | 1 703 | 1 162 | 1 110 | 1 219 | 1 211 | 1 196 | 1 191 | 1 321 |

| 1962  | 1968  | 1975  | 1982  | 1990  | 1999  | 2006  | 2008  | 2013  |
| ----- | ----- | ----- | ----- | ----- | ----- | ----- | ----- | ----- |
| 1 475 | 1 635 | 1 797 | 2 006 | 2 104 | 2 513 | 3 474 | 3 747 | 3 977 |

| 2018  | 2022  | - | - | - | - | - | - | - |
| ----- | ----- | - | - | - | - | - | - | - |
| 4 369 | 4 617 | - | - | - | - | - | - | - |

#### Pyramide des âges
La population de la commune est relativement âgée.
En 2018, le taux de personnes d'un âge inférieur à 30 ans s'élève à 25,6 %, soit en dessous de la moyenne départementale (37,3 %). À l'inverse, le taux de personnes d'âge supérieur à 60 ans est de 40,1 % la même année, alors qu'il est de 23,8 % au niveau départemental.
En 2018, la commune comptait 2 124 hommes pour 2 245 femmes, soit un taux de 51,38 % de femmes, légèrement inférieur au taux départemental (51,42 %).
Les pyramides des âges de la commune et du département s'établissent comme suit.
| Hommes | Classe d’âge | Femmes |
| ------ | ------------ | ------ |
| 0,9    | 90 ou +      | 2,2    |
| 9,4    | 75-89 ans    | 10,3   |
| 28,2   | 60-74 ans    | 29,0   |
| 19,5   | 45-59 ans    | 18,4   |
| 14,6   | 30-44 ans    | 16,1   |
| 12,1   | 15-29 ans    | 9,8    |
| 15,2   | 0-14 ans     | 14,2   |

| Hommes | Classe d’âge | Femmes |
| ------ | ------------ | ------ |
| 0,6    | 90 ou +      | 1,8    |
| 6      | 75-89 ans    | 8,6    |
| 15,1   | 60-74 ans    | 16,4   |
| 19,4   | 45-59 ans    | 18,8   |
| 20,1   | 30-44 ans    | 19,3   |
| 19,2   | 15-29 ans    | 17,4   |
| 19,5   | 0-14 ans     | 17,6   |

## Patrimoine

### L'église Notre-Dame-de-l'Assomption

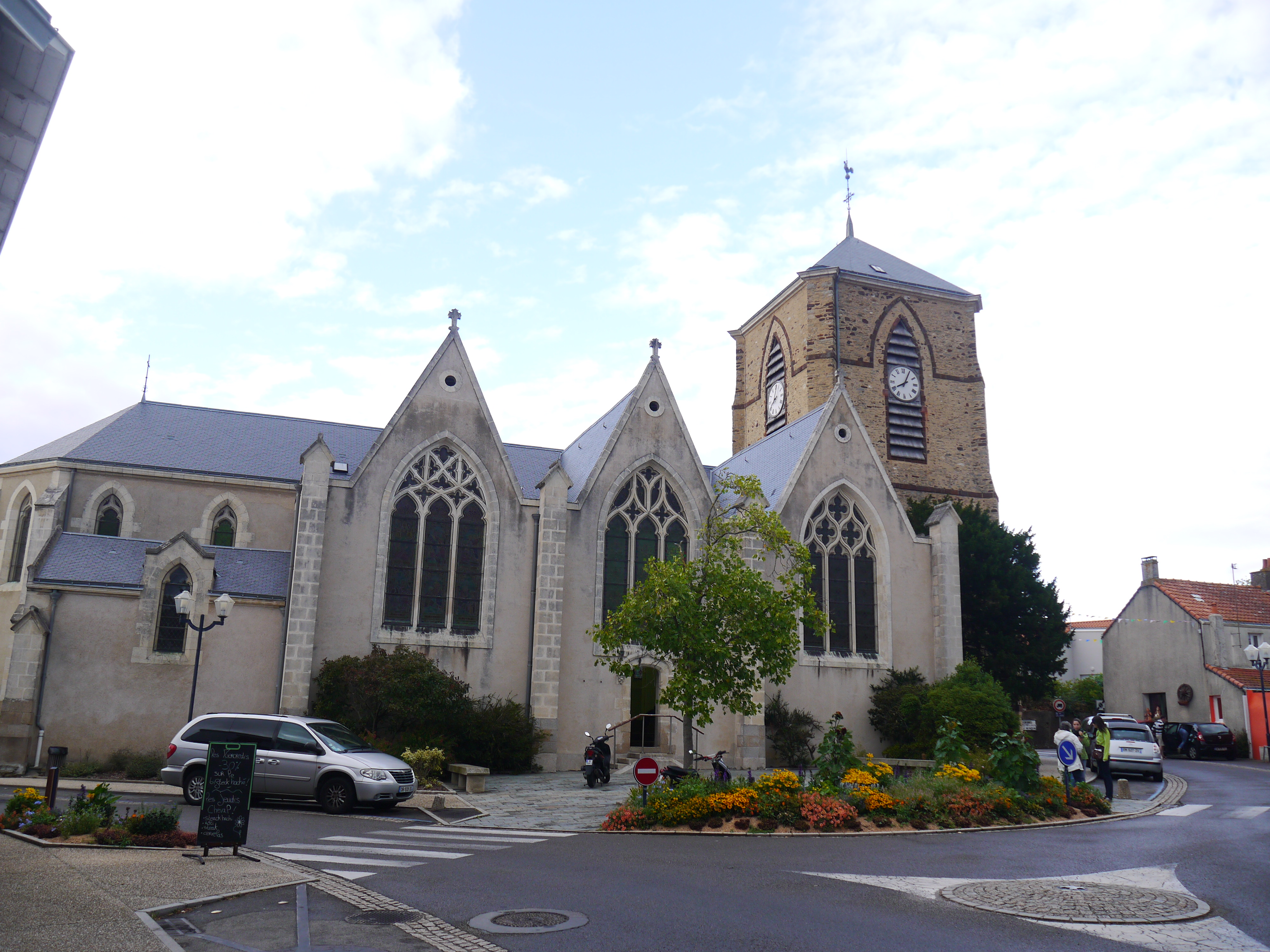
L'église Notre-Dame-de-l'Assomption.

L'un des éléments du patrimoine de cette commune est son église.
Un premier édifice religieux, l'église de Notre-Dame de la Plaine fut construit aux environs de l'an mil, par les moines de Geneston. Cette église dépendait alors de l'abbaye de Sainte-Marie de Pornic.
L'édifice fut remanié à plusieurs reprises pour lui donner son aspect actuel.
L'une des particularités architecturales est son clocher carré. Construit sur une protubérance naturelle, sa flèche servit d'amer durant des siècles. Puis le 28 mars 1836, un ouragan détruisit complètement le clocher, et fragilisa le reste de la structure. 
La reconstruction de l'édifice eut lieu en 1845 et fut à la charge de l'État, la commune étant trop pauvre pour assumer la dépense s'élevant à 8 000 francs. La base du clocher fut élargie, sa flèche n'existe plus.

## Tourisme
- Vélocéan

## Vie locale

### Culture
La commune dispose d'une médiathèque qui porte le nom du poète Adolphe-Marie-Joseph Rousse, né en 1838 à La Plaine-sur-Mer.

### Personnalités liées à la commune
- Joseph Rousse (1838-1909), né à La Plaine (alors en Loire-Inférieure), poète.
- Auguste-Jean-Gabriel Maurice (1862-1925), prélat
- Barthélémy Baraille (1882-1970), membre de la bande à Bonnot, a habité à La Plaine vers 1915.

### Santé
Des professionnels de la santé sont présents sur la commune. On y trouve un cabinet médical, des infirmiers, une pharmacie et un service de taxis-ambulances. Des praticiens spécialisés exercent aussi : orthophoniste, masseurs-kinésithérapeutes, ostéopathe, dentiste. La maison de retraite l'Accueil de la Côte de Jade héberge des personnes âgées.

### Enseignement
- École Publique René Cerclé
- École Privée Notre-Dame

## Jumelages
- Champs-sur-Tarentaine-Marchal (France) depuis 2007[29]